# Antipaluria panamensis
Antipaluria panamensis is een insectensoort uit de familie Clothodidae, die tot de orde webspinners (Embioptera) behoort. De soort komt voor in Panama.
Antipaluria panamensis is voor het eerst wetenschappelijk beschreven door Edward S. Ross in 1987.